# Terra di Wilczek
La Terra di Wilczek (in russo Земля Вильчека, Zemlja Vil'čeka) è un'isola disabitata della Russia e fa parte dell'arcipelago della Terra di Francesco Giuseppe.

## Geografia
L'isola, da non confondere con la vicina ma più piccola isola di Wilczek, appartiene politicamente all'Oblast' di Arcangelo ed è la seconda per dimensione dell'arcipelago; con una superficie di 2.050 km² si colloca al 200º posto tra le isole più grandi del mondo.
L'isola è quasi completamente coperta dai ghiacci escluse due piccole aree lungo le coste occidentali; l'altezza massima raggiunta dalla Terra di Wilczek è di 606 metri s.l.m. Capo Hansa (a sud-ovest) segna l'inizio dello stretto Austriaco che la separa a sud-ovest dall'isola di Hall e a nord-ovest dall'isola Wiener Neustadt.

## Storia
L'isola deve il suo nome a Johann Nepomuk Wilczek conte austroungarico che era il più importante sponsor della Spedizione austro-ungarica al polo nord verso l'arcipelago di Francesco Giuseppe.

## Isole adiacenti
- Isole di Gorbunov (Острова Горбунова, ostrova Gorbunova), 2 isole sul lato orientale, a sud di capo Lamon.

Al largo della costa meridionale:
- Isola di Klagenfurt (Остров Клагенфурт, ostrov Klagenfurt), a 6 km.
- Isola Derevjannyj o Isola del legno (Остров Деревянный, ostrov Derevjannyj)
- Isola di Davis (Остров Дауэс, ostrov Dauės)
- Isola di McNult (Остров Мак-Нульта, ostrov Mak-Nul'ta)
- Isola di Tillo (Остров Тилло, ostrov Tillo)